# Per Alström
Per Johan Alström (* 9. April 1961) ist ein schwedischer Ornithologe und Dozent für Systematik und Evolutionsforschung.

## Leben
Alström studierte zunächst Medizin und Biologie an der Universität Göteborg. 2002 wurde er mit der Dissertation Species Limits and Systematics in Some Passerine Birds zum Ph.D. an der Universität Uppsala promoviert.
Von Mitte der 1970er Jahre bis Anfang der 1980er Jahre arbeitete Alström für die Avifaunistische Kommission der schwedischen Westküste, einschließlich als Vorsitzender. Von 1981 bis 1990 war er Mitglied in der Schwedischen Seltenheitenkommission. 1988 wurde er für das britische Vogeljournal Birding World und 1992 für die in Deutschland publizierte Zeitschrift Limicola als Berater für die Bestimmung von Vögeln tätig. Seit dem Gründungsjahr 1985 ist Alström schwedischer Repräsentant des Oriental Bird Club (OBC). Beim Ausschuss für die englischen Trivialnamen der Paläarktischen Unterkommission innerhalb des International Ornithological Committee war Alström 1996 Gründungsmitglied.
Alströms Forschungsschwerpunkte sind die Bestimmung und die Systematik von Vögeln. Größere Projekte umfassten taxonomische Studien von verschiedenen Gattungen der Grasmückenartigen (gemeinsam mit Urban Olsson), den Lerchen der Holarktis sowie den Piepern und Stelzen. Alström unternahm ausgedehnte Reisen in die holarktische Region, hauptsächlich nach Asien und insbesondere nach China. 1991 veröffentlichte er gemeinsam mit Peter Colston und Ian Lewington das Buch A Field Guide to the rare Birds of Britain. 2002 erschien das Werk Pipits and Wagtails of Europe, Asia and North America, das Alström gemeinsam mit Krister Mild und Bill Zetterström verfasste. 2004 schrieb er neben Eduardo de Juana, Francisco Suárez, Peter Ryan und Paul Donald das Kapitel über die Lerchen (Alaudidae) im neunten Band des Handbook of the Birds of the World und 2006 verfasste er gemeinsam mit Franz Bairlein, Raül Aymí, Peter Clement, Andrzej Dyrcz, Gabriel Gargallo, Frank Hawkins, Steve Madge, David Pearson und Lars Svensson das Kapitel über die Familie der Grasmückenartigen (Sylviidae) im elften Band des Handbook of the Birds of the World. 2012 gehörte Alström zum Autorenteam des Werks Birds of Central Asia. Daneben schrieb er zahlreiche Beiträge für internationale Zeitschriften, darunter Birding World, British Birds, Bulletin of the British Ornithologists’ Club, Dutch Birding, Forktail, Ibis, Journal of the Bombay Natural History Society, Limicola, Sandgrouse, Strix sowie Vär Fägelvärld, wo er auch in der Redaktion arbeitete. Häufig fertigte Alström Illustrationen für seine Artikel an und war für die Covergestaltung von einigen Zeitschriftenausgaben verantwortlich. Alströms Zeichnungen werden in Galerien in Schweden und im Vereinigten Königreich ausgestellt. 1992 gewann Alström den schwedischen Wettbewerb Vogelzeichner des Jahres. 1995 erhielt er den Ornithologischen Forschungspreis der Schwedischen Ornithologischen Gesellschaft.
Seit 2007 ist Alström Mitarbeiter der Datenbank (Artdatabanken) der Schwedischen Universität für Agrarwissenschaften. Zuvor war er als Wissenschaftler an der Abteilung für Systematische Zoologie der Universität Uppsala und am Naturhistoriska riksmuseet tätig. Er ist Vorsitzender des Ausschusses für schwedische Tiernamen und der schwedischen Kontaktstelle für die Global Taxonomy Initiative.
1999 beschrieb Alström gemeinsam mit Urban Olsson den Thailaubsänger (Seicercus soror), der im Englischen auch als Alström’s Warbler bezeichnet wird. 2014 führte er die neue Familie Elachuridae für die Fleckenbrust-Zaunkönigstimalie (Elachura formosa) ein. 2015 beschrieb er gemeinsam mit mehreren chinesischen und internationalen Ornithologen, darunter Pamela C. Rasmussen, den Sichuanschwirl (Locustella chengi). 2016 folgte die Walderddrossel (Zoothera salimalii) und die Unterart Acrocephalus scirpaceus ambiguus des Teichrohrsängers.